# بوب غريغوري
بوب غريغوري (26 أغسطس 1902 - 6 أكتوبر 1973) (بالإنجليزية: Bob Gregory)‏ هو لاعب كريكت بريطاني (وحمل سابقاً جنسية المملكة المتحدة لبريطانيا العظمى وأيرلندا). شارك مع منتخب إنجلترا للكريكت.